# Spili
Spili (gr. Σπήλι) – miejscowość w Grecji, na Krecie, w administracji zdecentralizowanej Kreta, w regionie Kreta, w jednostce regionalnej Retimno. Siedziba gminy Ajos Wasilios. W 2011 roku liczyła 564 mieszkańców.
Popularna turystycznie miejscowość górska, w odległości około 30 km od Retimno. Atrakcją Spili są źródła lecznicze i wenecka fontanna z 25 rzeźbionymi głowami lwów oraz wąskie uliczki położone na stoku wzgórza.